# Le notti del terrore
Le notti del terrore (The Nights of Terror (Reino Unido), Burial Ground (Estados Unidos), Las noches del terror en español), es una película de terror italiana de 1981 dirigida por Andrea Bianchi y protagonizada por Karin Well, Gianluigi Chirizzi, Simone Mattioli y Antonietta Antinori, con la participación especial de Mariangela Giordano.
También fue conocida como Zombi 3, formando parte de una saga en la que la precedieron Zombi 1 (1978) y  Zombi 2 (1979), la más célebre.

## Argumento
Un profesor de arqueología se dirige a una antigua cripta abandonada donde estudia las tierras, pero encuentra a un zombi que le arranca parte del cuello. La excavación servirá como salida a los zombis que se encontraban allí desde hacía muchísimos años. El profesor había invitado a varias personas a su mansión, pero nadie sabe nada de él.
En la mansión suceden cosas raras: Kathryn, la sirvienta, y Nicholas, su compañero de trabajo, descubren que las lámparas se encienden y se apagan solas e incluso se rompen. La pareja formada por Evelyn y James, uno de los huéspedes, tienen un hijo adolescente, Michels, que descubre a un zombi en el cuarto de las artes de la mansión. James muere atacado por muchos zombis: aunque les disparaba en el estómago, estos no morían. Después Janet y su novio Mark son atacados en el jardín, pero son ayudados por Leslie y George. Kathryn muere asesinada por varios zombis cuando se asoma a espiar por la ventana, y Nicholas muere atacado por el profesor de arqueología, que se había transformado en un zombi.
Leslie también es atacada por los zombis y mata a Michels, el hijo de la pareja de Evelyn y James. Cuando Evelyn encuentra a su hijo muerto, tiene un ataque de nervios, comienza a gritar y mata a Leslie, ya transformada en una zombi, golpeándole la cabeza contra la bañera. Los supervivientes escapan hacia un monasterio, donde se dan cuenta de que los monjes eran unos zombis y todos ellos atacan a George, y éste muere. Corriendo por el bosque, no encuentran salida y se dirigen a un taller donde se encuentran a Michels, el hijo de Evelyn, pero éste -convertido en zombi- mata a Evelyn arrancándole parte de un pecho. Después llegan los monjes del monasterio, que los habían seguido hasta el taller, y Mark es atacado por varios zombis y Janet, la única que ha sobrevivido, muere al final de la película.

## Reparto
- Karin Well  como Janet.
- Gianluigi Chirizzi  como Mark.
- Simone Mattioli como James.
- Mariangela Giordano como Evelyn.
- Antonietta Antinori como Leslie.
- Roberto Caporali como George.
- Anna Valente como Kathryn.
- Pietro Barzocchini como Michels.
- Claudio Zuchett como Nicholas.
- Renato Barbieri como el profesor.

## Estrenos
La película se estrenó en 1981, aunque se prohibió su venta y distribución al extranjero, pero finalmente fue vista en muchos países como en Estados Unidos, adonde llegó en 1985 para ser traducida con subtítulo y por voz al inglés, pero solo se la vio por subtítulo ya que en Reino Unido se había hecho la traducción por voz y se estrenó más antes en 1984. Esta película se la nombró como Zombi 3, ya que la anterior fue en 1979, dirigida por Lucio Fulci y protagonizada por Tisa Farrow e Ian McCoulch. En Estados Unidos se le cambió el título por el de Burial Ground, mientras que en el Reino Unido se la representaba con el verdadero póster de la película con el verdadero título, pero es nombrada como The Nights of Terror.

## Producción
- Dirección: Andrea Bianchi
- Guion: Piero Regnoli
- Producción: Gabriele Crisanti
- Director de fotografía: Gianfranco Maioletti
- Música: Elsio Mancusio y Burt Raxon
- Efectos: Gino de Rossi
- Asistente de cámara: Giovanni Marras
- Montaje: Paola Villa
- Técnico de sonido: Umberto Picistrelli
- Estudio: Sincronizzazione (sonido)
- Asistente de producción: Marcello Spingi
- Transportes: Empresa Cooperativa y Autotansporti
- Color: La microstampa y Fuji color